# طنجة الإنجليزية
طنجة الإنجليزية هي الفترة في التاريخ المغربي التي كانت إنجلترا محتلة طنجة فيها باعتبارها جزءًا من الإمبراطورية الاستعمارية الإنجليزية من 1661 حتى 1684. كانت طنجة تحت السيطرة البرتغالية قبل أن يكسب الملك تشارلز الثاني المدينة جزءًا من جهاز العروس عندما تزوج الإنفانتي كاثرين. كانت اتفاقية الزواج تجديدًا شاملًا للتحالف الإنجليزي البرتغالي. عارضته إسبانيا التي كانت في حرب مع البرتغال آنذاك، لكن ساندته فرنسا سرًا.
حمى الإنجليز المدينة وحصنوها ضد القوات المغربية المعادية والمفككة. كان الدفاع عن الجيب وتحصينه مكلفًا ولم يقدم امتيازًا تجاريًا ولا عسكريًا لإنجلترا. عندما توحدت المغرب لاحقًا تحت حكم السلالة العلوية، ارتفعت تكلفة المحافظة على الحامية ضد الهجوم المغربي ارتفاعًا شديدًا، وأجبر رفض البرلمان تقديم الأموال لصيانته جزئيًا بسبب مخاوف من «الكثلكة» والخلافة الكاثوليكية في عهد جيمس الثاني، تشارلز على التخلي عن الاستحواذ. في 1684، فجر الإنجليز ميناء المدينة والدفاعات التي كانوا يبنونها وأخلوا المدينة، التي احتلتها القوات المغربية وضمتها بسرعة.

## تاريخها

### خلفية
تمتلك طنجة أفضل ميناء طبيعي في الطرف الغربي من مضيق جبل طارق، ما يسمح لمالكها بالتحكم بالوصول البحري إلى المتوسط. منذ العصور القديمة، كانت هي وسبتة إلى الشرق منها المركزان التجاريان الرئيسة على الساحل الشمالي الغربي لإفريقيا.

#### البرتغال
بدأ البرتغاليون إمبراطوريتهم الاستعمارية باحتلال سبتة المجاورة في 1415. أعقب ذلك سنوات من الصراع بين البرتغال والمغرب تحت حكم الدولة الوطاسية والدولة السعدية. في 1471، اقتحم البرتغاليون أصيلة إلى الغرب وألقوا بطنجة في فوضى شديدة حتى أنهم تمكنوا من احتلالها بدون معارضة.
تغير الحال بحلول عام 1657. فقدت السلالة السعدية السيطرة على البلاد بصورة مطردة أمام أمراء الحرب المختلفين وانتهت أخيرًا بوفاة أحمد العباس. كان الخضر غيلان (المعروف للإنجليز آنذاك باسم «غويلاند») أمير الحرب الرئيس حول طنجة. سيطر وعائلته على جزء كبير من الغرب والريف والمناطق الساحلية الأخرى حول طنجة. بدا أنه زاد الهجمات على طنجة البرتغالية زيادة كبيرة.
في هذه الأثناء، بعد استراحة الدلائي، جاء العلويون إلى المقدمة. احتل الرشيد بن الشريف (المعروف لدى الإنجليز باسم «تافيليتا») فاس في 1666 ومراكش في 1669، ووحد بصورة أساسية كل المغرب باستثناء الموانئ التي احتلتها البرتغال وإسبانيا وإنجلترا. كان مؤيدًا لاستعادة سيطرة المسلمين على الموانئ، لكنه وآخر الدلائيين (حول ساليه) ظلوا يمارسون ضغوطهم الخاصة على غيلان.
تعهدت معاهدة جبال البرانس في نوفمبر 1659 تحديدًا بأن يسحب لويس الرابع عشر دعمه من البرتغال في ظل براغانزاس ويطلق سراح القوات والسفن الإسبانية لمتابعة حرب الاستعادة البرتغالية المستمرة. سعت البرتغال، التي أضعفت بشدة وقل دعمها في البلدان الأخرى، إلى تجديد تحالفها مع إنجلترا لموازنة التهديد الإسباني المتجدد لاستقلالها.
عُدل التحالف –الذي نشأ عام 1373- وجُدد في عام 1654 في عهد كرومويل، وجُدد ثانية في عام 1660 بعد الاستعادة الإنجليزية. بدأت المفاوضات بخصوص زواج تشارلز من كاثرين البراغانزية (التي اقترحها تشارلز الأول في الأصل) بعد فنرة وجيزة من الترميم (وربما قبل ذلك)، وذكر مبعوثو البندقية الزواج المقترح في وقت مبكر من يونيو 1660. باعتباره جزءًا من جهاز العروس، كان على البرتغال تسليم ميناء طنجة وجزيرة بومباي (مومباي اليوم) ولكن لم يتضح متى جرى الاتفاق على هذه الشروط التفصيلية أو أصبحت معروفة للجمهور. ترددت الشائعات مبكرًا على نطاق واسع، وبالتأكيد قبل اتفاقية الزواج نفسها.
كانت الحكومة البرتغالية راضية عن التخلي عن طنجة، على الرغم من تحفظات الكثيرين داخل البلاد. لم يكن المرسى آمنًا بصورة خاصة للشحن، ومعرضًا للمحيط الأطلسي والرياح المدمرة القادمة من الشرق، وكان الحفاظ عليه مُكلفًا، ذلك لأنه يحتاج إلى تحسين كبير. كان الخضر غيلان قد شن هجومًا كبيرًا على المدينة عام 1657، ما أجبر الحاكم والحامية على مناشدة لشبونة طلبًا للمساعدة. لم تستطع البرتغال، التي كانت تتعرض لضغوط شديدة في حربها من أجل الاستقلال عن إسبانيا وتكافح ضد العدوان الهولندي في جزر الهند الشرقية، أن تأمل الحفاظ على جميع ممتلكاتها في الخارج بدون مساعدة إنجليزية ولا يمكنها تحمل تكليف قوات للدفاع عن طنجة أثناء قتال إسبانيا في شبه الجزيرة الإيبيرية. في الواقع، عرضت البرتغال طنجة على فرنسا في 1648 لمحاولة التماس الدعم ضد إسبانيا.
ومع ذلك، لم يحظ التنازل عن طنجة لصالح إنجلترا بشعبية لدى عامة الناس والكثير من أفراد الجيش. ورفض حاكم طنجة فرناندو دي مينيسيس التعاون وكان استبداله ضروريًا عام 1661 باللواء الأكثر امتثالًا لويس دي ألميدا.

#### إسبانيا
كانت إسبانيا قد تسامحت مع الاحتلال البرتغالي لطنجة باعتبار ذلك جزءًا من معاهدة تورديسياس وتركت حكومتها البرتغالية دون أي إزعاج تقريبًا في خلال الاتحاد الأيبيري وحتى في ظل حرب الاستعادة طويلة الأمد، خشية أن يعرضها الموقف الضعيف لاحتلال مغربي آخر. ومع ذلك، عارضت إسبانيا بشدة حيازة إنجلترا لطنجة وأصرت على أن التنازل سيكون غير قانوني. وبالفعل، هددت المذكرة التي قدمها السفير الإسباني في مايو 1661 بالحرب علنًا.
شكل الوجود البحري الإنجليزي الراسخ بقوة في مضيق جبل طارق تهديدًا لموانئها على كل من المحيط الأطلسي والبحر الأبيض المتوسط وللاتصالات بينهما. هددت أيضًا التواصل وليس مع الإمبراطورية الاستعمارية الإسبانية وحسب، ولكن مع الروابط البحرية بين إسبانيا وممتلكات هابسبرغ الإيطالية في صقلية ونابولي. أظهرت نشاطات الأسطول الإنجليزي في البحر الأبيض المتوسط تحت قيادة روبرت بليك وإدوارد مونتاجو بين عامي 1650 و1659 مدى ضعف ممرات الشحن الإسبانية. مع تركيزها على ممتلكاتها عبر المحيط الأطلسي، لم يكن لدى إسبانيا أسطول متوسطي ولم تستطع حماية السفن هناك، إذ أن وجود قوة بحرية معادية في طنجة سيزيد من صعوبة نقل القوات الإسبانية من إيطاليا إلى إسبانيا للحرب المزمعة ضد البرتغال.